# Llista de monuments d'Artesa de Lleida
Llista de monuments d'Artesa de Lleida inclosos en l'Inventari del Patrimoni Arquitectònic Català per al municipi d'Artesa de Lleida (Segrià). Inclou els inscrits en el Registre de Béns Culturals d'Interès Nacional (BCIN) amb la classificació de monuments històrics, els Béns Culturals d'Interès Local (BCIL) de caràcter immoble i la resta de béns arquitectònics integrants del patrimoni cultural català.
| Monument                                                 | Protecció | Estil/època                | Localització                                                     | Coordenades                                          | Codi?     | Imatge |
| -------------------------------------------------------- | --------- | -------------------------- | ---------------------------------------------------------------- | ---------------------------------------------------- | --------- | --- |
| Església parroquial de Sant Miquel                       | BCIL 2001 | Barroc XVIII               | Artesa de Lleida C. dels Gallart, 3                              | 41° 33′ 06″ N, 0° 42′ 16″ E / 41.551789°N,0.70434°E  | IPA-14220 | Església parroquial de Sant Miquel (Artesa de Lleida) · Vegeu més fotos d'aquest monument · Carregueu una nova foto d'aquest monument |
| Sindicat Agrícola                                        |           | Noucentisme XX             | Artesa de Lleida C. dels Gallart                                 |                                                      | IPA-14221 | Carregueu una nova foto d'aquest monument                                                                                             |
| Cal Perejoanet, Casa Gallart                             | BCIL 2002 | Obra popular XVII          | Artesa de Lleida C. dels Gallart, 11                             | 41° 33′ 08″ N, 0° 42′ 19″ E / 41.552267°N,0.705221°E | IPA-14222 | Carregueu una nova foto d'aquest monument                                                                                             |
| Capella de Sant Ramon                                    | BCIL 2002 | Barroc XVIII               | Artesa de Lleida C. Sant Ramon                                   | 41° 33′ 20″ N, 0° 41′ 45″ E / 41.555582°N,0.695743°E | IPA-14223 | Carregueu una nova foto d'aquest monument                                                                                             |
| Escoles, o Escoles de segona graduació                   | BCIL 2002 | Noucentisme, modernisme XX | Artesa de Lleida C. Sant Ramon, 16                               | 41° 33′ 11″ N, 0° 42′ 05″ E / 41.553138°N,0.701352°E | IPA-14224 | Carregueu una nova foto d'aquest monument                                                                                             |
| Llar del Poble d'Artesa de Lleida                        | BCIL 2007 | XX                         | Artesa de Lleida C. de Lleida - c. dels Gallart - c. de la Bassa | 41° 33′ 11″ N, 0° 42′ 21″ E / 41.553082°N,0.705746°E | IPA-34309 | Carregueu una nova foto d'aquest monument                                                                                             |
| Museu Local Arqueològic d'Artesa de Lleida, antiga presó | BCIL 2010 |                            | Artesa de Lleida C. del Castell, 3                               | 41° 33′ 06″ N, 0° 42′ 12″ E / 41.551757°N,0.7032°E   | IPA-39766 | Carregueu una nova foto d'aquest monument                                                                                             |
| Cal Baquero                                              | BCIL 2002 | Obra popular XX            | Artesa de Lleida C. Castelldans, 24                              | 41° 33′ 04″ N, 0° 42′ 15″ E / 41.551080°N,0.704053°E | IPA-40031 | Carregueu una nova foto d'aquest monument                                                                                             |
| Ca la Teresita                                           | BCIL 2002 | Obra popular XX            | Artesa de Lleida C. Castelldans, 16                              | 41° 33′ 05″ N, 0° 42′ 14″ E / 41.551261°N,0.703978°E | IPA-40032 | Carregueu una nova foto d'aquest monument                                                                                             |
| Ca l'Aleix                                               | BCIL 2002 | Obra popular XX            | Artesa de Lleida C. Mestre Ginera, 14                            | 41° 33′ 04″ N, 0° 42′ 16″ E / 41.551164°N,0.704359°E | IPA-40033 | Carregueu una nova foto d'aquest monument                                                                                             |
| Cal Jové                                                 | BCIL 2002 | Obra popular XIX-XX        | Artesa de Lleida C. Portal, 12                                   | 41° 33′ 06″ N, 0° 42′ 16″ E / 41.551553°N,0.704415°E | IPA-40034 | Carregueu una nova foto d'aquest monument                                                                                             |
| Habitatge al carrer Mestre Ginera, 58                    | BCIL 2002 | Obra popular XX            | Artesa de Lleida C. Mestre Ginera, 58                            | 41° 33′ 09″ N, 0° 42′ 21″ E / 41.552388°N,0.705946°E | IPA-40035 | Carregueu una nova foto d'aquest monument                                                                                             |
| Cal Josep                                                | BCIL 2002 | Obra popular XIX           | Artesa de Lleida C. dels Gallart, 23                             | 41° 33′ 10″ N, 0° 42′ 21″ E / 41.552724°N,0.705697°E | IPA-40036 | Carregueu una nova foto d'aquest monument                                                                                             |
| Cal Manyaneta                                            | BCIL 2002 | Obra popular XX            | Artesa de Lleida C. dels Gallart, 21                             | 41° 33′ 10″ N, 0° 42′ 20″ E / 41.552691°N,0.705684°E | IPA-40037 | Carregueu una nova foto d'aquest monument                                                                                             |
| Ca la Joaneta i l'Enriqueta                              | BCIL 2002 | Obra popular XIX           | Artesa de Lleida C. dels Gallart, 42-40                          | 41° 33′ 09″ N, 0° 42′ 20″ E / 41.552414°N,0.705533°E | IPA-40038 | Carregueu una nova foto d'aquest monument                                                                                             |
| Cal Roiset                                               | BCIL 2002 | Obra popular XIX           | Artesa de Lleida C. dels Gallart, 11                             |                                                      | IPA-40039 | Carregueu una nova foto d'aquest monument                                                                                             |
| Conjunt de la Vileta                                     | BCIL 2002 | Obra popular XVII          | Artesa de Lleida C. la Vileta                                    | 41° 33′ 08″ N, 0° 42′ 17″ E / 41.552165°N,0.704636°E | IPA-40040 | Carregueu una nova foto d'aquest monument                                                                                             |
| Cal Sangenís                                             | BCIL 2002 | Obra popular XIX           | Artesa de Lleida C. dels Gallart, 24                             | 41° 33′ 07″ N, 0° 42′ 18″ E / 41.551972°N,0.704944°E | IPA-40041 | Carregueu una nova foto d'aquest monument                                                                                             |
| La Farmàcia                                              | BCIL 2002 | Obra popular XIX           | Artesa de Lleida C. dels Gallart                                 |                                                      | IPA-40042 | Carregueu una nova foto d'aquest monument                                                                                             |
| Conjunt d'habitatges al carrer del Castell               | BCIL 2002 | Obra popular XIX           | Artesa de Lleida C. del Castell 19-21-23                         | 41° 33′ 05″ N, 0° 42′ 09″ E / 41.551395°N,0.702592°E | IPA-40043 | Carregueu una nova foto d'aquest monument                                                                                             |
| Xemeneia de l'antiga Fàbrica Jové                        | BCIL 2002 | XX                         | Artesa de Lleida C. del Castell, 31                              | 41° 33′ 04″ N, 0° 42′ 08″ E / 41.551075°N,0.702218°E | IPA-40044 | Carregueu una nova foto d'aquest monument                                                                                             |
| Cal Far                                                  | BCIL 2002 | Obra popular XIX           | Artesa de Lleida C. Nou, 42                                      | 41° 33′ 10″ N, 0° 42′ 08″ E / 41.552743°N,0.702184°E | IPA-40045 | Carregueu una nova foto d'aquest monument                                                                                             |
| Cal Marquet                                              | BCIL 2002 | Obra popular XIX Final     | Artesa de Lleida C. Nou, 12                                      | 41° 33′ 08″ N, 0° 42′ 11″ E / 41.552149°N,0.703037°E | IPA-40046 | Carregueu una nova foto d'aquest monument                                                                                             |
| Cal Carreter                                             | BCIL 2002 | Obra popular XIX           | Artesa de Lleida Travessia del Castell, 16                       | 41° 33′ 07″ N, 0° 42′ 10″ E / 41.551827°N,0.702661°E | IPA-40047 | Carregueu una nova foto d'aquest monument                                                                                             |
| Dipòsit vell soterrat                                    | BCIL 2002 | Obra popular XIX Final     | Artesa de Lleida Ctra. Aspa                                      |                                                      | IPA-40048 | Carregueu una nova foto d'aquest monument                                                                                             |
| Molí fariner, Molí d'Artesa, Molí dels Moncusí           |           | Obra popular XIX-XX        | Artesa de Lleida Rec de la Femosa                                |                                                      | IPA-43483 | Carregueu una nova foto d'aquest monument                                                                                             |
| Forns de la Serra Blanca                                 |           | Obra popular               | Artesa de Lleida                                                 |                                                      | IPA-50994 | Carregueu una nova foto d'aquest monument                                                                                             |